# SN 2004ho
SN 2004ho – supernowa typu II odkryta 9 grudnia 2004 roku w galaktyce A020616-0352. W momencie odkrycia miała maksymalną jasność 22,30m.